# Río Pirita
El río Pirita (en estonio: Pirita jõgi) es un río del noroeste de Estonia que desemboca en el golfo de Finlandia en Pirita, uno de los ocho distritos de Tallin. Su cuenca hidrográfica discurre íntegramente dentro de Estonia.
- Datos: Q1139148
- Multimedia: Pirita River / Q1139148